# Aleksej Misjin
Aleksej Vladimirovitj Misjin (ryska: Алексей Владимирович Мишин); född 8 februari 1979, Ruzajevka, Ryska SSR, Sovjetunionen) är en rysk brottare. Misjin är 174 cm lång och tävlar i 84 kg-klassen (fram till 2002 i 76 kg-klassen)
Misjin vann guldmedaljen i grekisk-romersk brottning, 84 kg klassen, vid OS 2004 i Aten efter seger i en förlängd final mot svensken Ara Abrahamian. Misjin blev också världsmästare 2007 och europamästare 2001, 2003, 2005 och 2006. Han tränas av Aleksandr Tarakanov och tävlar för Moskvaklubben Witis Moskva.
Misjin blev 9:a i OS 2008 i Peking.